# Pocket City
Pocket City (с англ. — «Карманный город») — компьютерная игра в жанре градостроительного симулятора. Она была выпущена канадской студией Codebrew Games 31 июля 2018 года для iOS и Android.
В Pocket City игроку необходимо построить свой город. В игре присутствует система налогов, торговли, трафика, а также параметр счастья населения, от которого зависит темп заселения поселения. Иногда в Pocket City возникают катастрофы, например, торнадо, они способны разрушить здания, однако их можно восстановить в настройках.
Игра получила положительные оценки от критиков, которые часто сравнивают Pocket City с другими градостроительными симуляторами, особенно с Cities: Skylines и серией SimCity. Её хвалят за баланс между глубиной и удобством геймплея, но ругают за однообразие.
В 2020 году началась разработка сиквела. 22 августа 2022 года игра вышла в Steam.

## Геймплей

Кадр из игры

Как и в других играх подобного жанра, в Pocket City игрок занимается созданием и развитием города. Он сам вправе распоряжаться, как строить поселение, и какой размер у него будет. В Pocket City есть два режима: нормальный (линейный) и песочница. В первом присутствуют уровни, которые нужно увеличивать, зарабатывая опыт, во втором нет каких-либо ограничений в возможностях или финансах.
Игра начинается с обучения. Изначально игроку дано одно здание администрации, откуда он начинает строить зоны, дороги и инфраструктуру.
В игре присутствуют три типа зон: жилые, коммерческие и промышленные. Первая обеспечивает прирост населения, вторая — налог с продаж, а третья — занятость горожан. Здания строятся автоматически, для них необходимо водо- и электроснабжение. Игроку не требуется вручную подводить линии электропередач, прокладывать водопровод, достаточно построить электростанции и водонапорные башни, которые автоматически проведут ресурсы к зданиям. Сверху в правом верхнем углу располагаются разноцветные полосы, которые показывают, в какой зоне сейчас больше всего нуждается город. Зелёным обозначена жилая, синим —коммерческая, а жёлтым — промышленная. Со временем старые здания можно улучшать.
В игре присутствует система трафика, представленная двумя показателями — перегруженность дорог и доступность. Первый показывает насколько загружены дороги, а второй — сообщения между зонами. Для разгрузки трафика используются шоссе, способные пропускать больше машин, но не проводящие воду и электричество. Парковки также уменьшают пробки. Общественный транспорт представлен автобусной, эстакадной системами и аэропортом. Все три вида способны разгрузить трафик. Для первого необходимо депо и автобусные остановки, эстакадный
транспорт пролегает над землёй на специальных рельсах и соединяется станциями, аэропорты снижают загруженность на каждые 10 000 жителей.
В Pocket City есть параметр счастья населения. Он зависит от восьми факторов: рекреации, окружающей среды, удовлетворённости в преступной и пожарной безопасности, а также здравоохранении, налогах, перегруженности дорог. От данного фактора зависит темп заселения города. При низком уровне счастья горожане покидают город. Для увеличения уровня счастья населения и популярности среди туристов необходимо строить парки, достопримечательности и стадионы.
В разных частях города совершаются преступления или случаются пожары, количество которых возрастает при повышении уровня. Полицейские и пожарные участки способны снизить его.
Доход город получает за счёт налогов (с продаж, подоходный, на имущество), экспорта. Расходы идут на содержание зон и импорт. В игре есть три вида ресурсов: еда, получаемая с ферм и пастбищ, материалы, добываемые в металлургических комбинатах, и природные, собираемые с лесопилок и горных шахт. При их недостатке они импортируются, а излишки — экспортируются, их объём увеличится при наличии корабельных доков. В Pocket City также реализована система кредитов. В игре есть система образования, делящаяся на школьное и университетское. Образованные горожане имеют большую заработную плату, а также платят больше налогов.
Игрок сам вправе контролировать насколько большие в городе налоги. Их увеличение ведёт к поднятию уровня бюджета, а снижение к повышению количества населения.
При каждом повышении уровня, игрок получает квесты, выдаваемые личным советником или жителями города. Их цели совершенно разные и могут варьироваться: искоренение преступности до строительства домов. После выполнения игрок зарабатываете деньги и получает опыт, необходимый для получения нового уровня.
Игрок может устраивать различные специальные события, например праздник или запуск ракеты.
Периодически в Pocket City появляются катастрофы, например торнадо или извержение вулкана, игрок также может сам вызвать их или отключить в настройках. Выживание после катастрофы приносят очки опыта, они также наносят ущерб, ломаяя здания, однако их можно восстановить в меню.

## Отзывы
| Сводный рейтинг       | Сводный рейтинг |
| Агрегатор             | Оценка          |
| --------------------- | --------------- |
| Metacritic            | 83 %            |
| Иноязычные издания    |                 |
| Издание               | Оценка          |
| Destructoid           | [ 10 ]          |
| TouchArcade           | [ 8 ]           |
| Pocket Gamer          | [ 11 ]          |
| Gamezebo              | [ 3 ]           |
| Multiplayer.it        | [ 2 ]           |
| iMore                 | [ 7 ]           |
| Metro                 | [ 9 ]           |
| Русскоязычные издания |                 |
| Издание               | Оценка          |
| Игры Mail.ru          | [ 13 ]          |

Pocket City получила положительные оценки от критиков. Сайт-агрегатор Metacritic вывел игре 83 балла, основываясь на восьми обзорах.
Рецензент Pocket Gamer написал, что «Pocket City — это фантастическое дополнение к жанру градостроительного симулятора с приятным геймплеем, быстрым прогрессом». Издание Gamezebo отметило: «Это идеальная игра, чтобы провести за ней поездки на поезде, она наполняет вас настоящим чувством выполненного долга». Джорджио Мелани из Multiplayer.it считает, что «Pocket City обеспечивает правильный баланс между глубиной и удобством, представляя, возможно, первый настоящий классический градостроительный симулятор для мобильных устройств», он также похвалил интерфейс, назвав его «отлично организованным для использования на смартфонах». Рецензентом сайта Destructoid симулятор был назван «упрощённым SimCity», а также «милым и казуальным». Газета Metro считает игру «настоящим градостроительным симулятором для сенсорного экрана».
Оливер Хаслам из TouchArcade поставил максимальную оценку, однако отметил, что «такую игру, как Pocket City, сложно рецензировать, отчасти потому, что игроки будут получать разный опыт в зависимости от того, как они строят свой город. Некоторые будут счастливы строить относительно небольшие города, в то время как другие захотят создать расползающийся город, который касается каждого уголка карты». Издание iMore написало: «Если вы ищете упрощённый, но все же приятный градостроительный симулятор без встроенных покупок и таймеров, то Pocket City — то, что вам нужно». В своём обзоре на игру рецензент 148Apps отметил, что «некоторые правила в Pocket City фрустрационно жёсткие, в то время как другие настолько легко обойти, что они кажутся ломающими игру. Эти несоответствия в конечном итоге делают игру приятной только до предела. Хотя в игре есть довольно весёлое развитие, вы никогда не почувствуете, что у вас есть полная свобода построить город, который вы хотите».